# Брумфилд (Колорадо)
Бру́мфилд (англ. Broomfield, рус. Сорговое поле) — город-округ в штате Колорадо, США.

## Описание

Брумфилд (выделен красным) на карте Колорадо

Брумфилд является одновременно и городом и округом. Это — самый маленький округ штата по площади, но при этом второй в штате по плотности населения. Площадь Брумфилда составляет 71,1 км², из которых 0,9 км² (1,2%) занимают открытые водные пространства. Расположен на значительной высоте — более 1600 метров над уровнем моря, климат полупустынный, максимальная зафиксированная температура составила +42°С (в июле), минимальная — -31°С (в декабре).
В городе расположены штаб-квартиры крупных корпораций Level 3 Communications (предоставляет 2068 рабочих мест в городе), Ball (648 мест), Vail Resorts (430 мест), MWH Global (350 мест), Webroot (275 мест).
Города-побратимы Брумфилда: Брумфилд-энд-Кингсвуд (Великобритания) и Уэда (Япония).

## История
Брумфилд как город был основан в июне 1961 года в юго-восточной части округа Боулдер. Своё имя получил от названия сорго (англ. Broomcorn) — зерновой культуры и кормового растения, в изобилии здесь выращиваемого. На протяжении последующих трёх декад территория города разрослась в прилегающие три округа: Адамс, Джефферсон и Уэлд. К 1990-м годам администрации города стало сложно и невыгодно работать с четырьмя окружными судами, четырьмя столицами округов и четырьмя различными налоговыми законами.  К тому же у администрации города были длительные разногласия с администрацией округа Боулдер.  По этим причинам она подала заявку на становление отдельным округом. 15 ноября 2001 года Брумфилд получил статус города-округа и стал 64-м, самым молодым и самым маленьким округом Колорадо.

## Демография
Население
- 1970 год — 7261 житель
- 1980 — 20 730
- 1990 — 24 638
- 2000 — 38 272
- 2010 — 55 889
- 2011 — 57 352
- 2020 — 74 112

Расовый состав, согласно переписи 2010 года
- белые — 88,6%
- афроамериканцы — 0,9%
- коренные американцы — 0,6%
- азиаты — 4,2%
- прочие расы — 3,2%
- две и более расы — 2,5%
- латиноамериканцы (любой расы) — 9,1%